# Tour de France
A Tour de France (ejtsd: túr dö fransz) vagy más néven Le Tour vagy La Grande Boucle a világ legismertebb, évenként megrendezett országúti kerékpárversenye, amelyet legelőször 1903-ban rendeztek meg. A háromhetes verseny Franciaországon és a szomszédos országokon át halad. A táv szakaszokra oszlik – egyik településtől a másikig – mindegyik egy-egy külön verseny. Az időeredményeket versenyzőnként összesítve állapítják meg a végső sorrendet, ami alapján kiderül, hogy ki nyeri a Tourt.

## Története
- 1903-ban Henri Desgrange találta ki újonnan alapított L'Auto című lapja népszerűsítésére, hogy 6 szakaszból álló kerékpárversenyt hirdet a hazafias hangzású "Le Tour de France" néven. A versenyen, amely július 1-19-ig tartott és összesen 2428 km hosszú volt, hatvanan vettek részt, a győzelmet 25 km/h átlagsebességgel Maurice Garin szerezte meg. A győzelemért járó 3000 frankkal együtt az akkori időkben szép összegnek számító 6075 frankot keresett. A 21. helyen utolsóként célba érkező Millocheau már több mint 64 órás hátrányt szedett össze. Garin mind a mai napig tart egy rekordot: ő nyerte a Tourt a valaha volt legnagyobb különbséggel, 2 óra 47 perccel a második helyezett előtt.
- Az első évek botrányai (pl. 1904-ben kizárták az első négy helyezettet) és a kemény körülmények (rossz minőségű, többnyire macskaköves utak, kezdetleges technika, rettenetesen hosszú, 400 km-es szakaszok) ellenére is megmaradt, sőt megerősödött a verseny. 1910-ben, a hegyi szakaszok bevezetésekor a Tour már július 3-31-ig tartott, 4734 km-en és 15 szakaszon át haladt a párizsi befutóig. A hegyi szakaszok felborították az addigi erőviszonyokat, hiszen a hegyek más versenyzői alkatot és teljesen más technikát kívántak mint a sík szakaszok.
- Az első világháborút követően újra megszervezték a Tourt és 1919-ben bevezették az összetettben élen álló versenyző megkülönböztetésére a sárga trikót. A két háború között a szakaszok száma és a táv is tovább nőtt, 1926-ban elérve a rekordnak számító 5745 km-t. 1927-ben tesznek először kísérletet a csapatonkénti indításra, azaz a csapatidőfutamra, ám a terv nem válik be.
- 1930-ban a márkák csapatait nemzeti csapatok váltják fel, a rádió először ad élő közvetítést a Tourról és megjelenik a mezőnyt kísérő reklámkaraván is. 1934-ben a verseny átlagsebessége először lépi át a 30 km/h-t. 1935-ben vezetik be a piros zászlót, ekkor rendezik az első egyéni időfutamot és ekkor veszíti életét a Galibier-n történt bukása után Francisco Cepeda, aki a verseny első halálos áldozata.
- 1936-ban Desgrange a főszerkesztői poszt mellett a versenyigazgatói feladatokat is helyettesére, Jacques Goddet-ra bízza. 1937-ben nyeri az első olyan versenyző a Tourt, aki váltós kerékpárt használ. Desgrange 1940-ben meghal, emlékét a sárga trikón is látható HD monogram, valamint egy emlékmű a Col du Galibier-n őrzi.
- A háború után az 1944-ben megszűnt L'Auto című lap helyett Goddet 1946-ban megalapítja a L'Équipe nevű sportújságot, ami máig a legolvasottabb francia sporttal foglalkozó napilap. Az új lap veszi át a háború után először 1947-ben megtartott Tour rendezését is. Goddet egészen 1986-ig tevékenykedik versenyigazgatóként, emlékműve a Col du Tourmalet-n található.
- A következő években a Tour dinamikusan fejlődik, 1958 az első élő televíziós közvetítés éve, 1967-ben rendezik az első prológot, egy évvel később elvégzik az első hivatalos doppingellenőrzést is, 1986-ban pedig az indulók száma meghaladja a 200 főt.
- Goddet helyét 1988-ban Jean-Marie Leblanc veszi át, aki elődeihez hasonlóan sportújságíró és kerékpáros. 1998-ban a L'Équipe az A.S.O. tulajdonába kerül, akik a Tour igazgatója mellé elsősorban a gazdasági ügyek koordinálásáért felelős második igazgatót neveznek ki. De a Tourral kapcsolatos lényeges kérdésekben továbbra is szinte kizárólagosan a versenyigazgató dönt.
- Leblanc 2004-től 2006-os távozásáig feladatait fokozatosan átadja az új versenyigazgatónak, Christian Prudhomme-nak, aki mentorától eltérően korábban a rádióban dolgozott. Prudhomme újítása, hogy a versenyigazgató kocsija 2005 óta nem a mezőny előtt, hanem közvetlenül mögötte halad.

## Lebonyolítás
A Giro d’Italiával (olasz körverseny) és a Vuelta a Españával (spanyol körverseny) együtt a Tour de France egyike a három nagy körversenynek (Grand Tour, GT), amelyek a Nemzetközi Kerékpáros-szövetség (UCI) versenynaptárában is szerepelnek. A másik két verseny Európában jól ismert, a világ más részein viszonylag ismeretlenek. Ezzel szemben a Tourt általában azok is ismerik, akik nem érdeklődnek a kerékpársport iránt.
A Tour rendezője az Amaury Sport Organisation (A.S.O.), amely többek között olyan híres rendezvények szervezője is, mint például a Dakar-rali vagy a Párizsi maraton.
Rendszerint júliusban rendezik meg. A Tour az első kiíráskor 6 szakaszból állt, a táv 2428 km volt. Az évek folyamán a szakaszok száma és a táv is folyamatosan nőtt, nagyjából az 50-es évek óta bonyolítják le a versenyt a maihoz hasonlóan kb. 20 szakasszal és 2-3 pihenőnappal. A verseny távja napjainkban nagyjából 3500 km, páratlan években az óramutató járásának megfelelően, páros években az óramutató járásával ellenkezőleg halad a mezőny.

### A Tour rajt/cél helyszínei
A verseny főrészt Franciaországon keresztül zajlik, azonban az 1950-es évek óta gyakran látogatja meg a karaván a környező országokat. Andorra, Belgium, Dánia, Egyesült Királyság, Hollandia, Írország, Luxemburg, Monaco, Németország (és az egykori Nyugat-Németország), Olaszország, Spanyolország és Svájc is vendégül látta már a karavánt.
Minden évben Párizsban van vége a versenynek. 1975 óta a párizsi Champs-Élysées-n ér célba; 1903 és 1967 között a főváros nyugati részén a Parc des Princes stadionban ért véget; 1968 és 1974 között Vincennes városrészben található vélodromban, a főváros déli részén ért célba.

#### Külföldi rajtok
A Tour de France ( Grands Départs ) kezdete jelentős esemény, és a városok jelentős beruházásokra számítanak, remélve, hogy megtérítik a turizmus, az expozíció és egyéb előnyök költségeit. Rengeteg külföldi város részese kíván lenni a versenynek. A Franciaországon kívüli rajt helyszínei:
- 1954: Amszterdam, Hollandia
- 1958: Brüsszel, Belgium
- 1965: Köln, Nyugat-Németország
- 1973: Hága, Hollandia
- 1975: Charleroi, Belgium
- 1978: Leiden, Hollandia
- 1980: Frankfurt am Main, Nyugat-Németország
- 1982: Bázel, Svájc
- 1987: Nyugat-Berlin, Nyugat-Németország
- 1989: Luxembourg, Luxemburg
- 1992: San Sebastián, Spanyolország
- 1996: ’s-Hertogenbosch, Hollandia
- 1998: Dublin, Írország
- 2002: Luxembourg, Luxemburg
- 2004: Liège, Belgium
- 2007: London, Egyesült Királyság
- 2009: Monte-Carlo, Monaco
- 2010: Rotterdam, Hollandia
- 2012: Liège, Belgium
- 2014: Leeds, Egyesült Királyság
- 2015: Utrecht, Hollandia
- 2017: Düsseldorf, Németország
- 2019: Brüsszel, Belgium
- 2022: Koppenhága, Dánia

## Résztvevők
Mint a legtöbb kerékpárversenyen, a versenyzők csapatokban küzdenek. Általában 20-22 csapat van jelen, csapatonként 8 versenyzővel. Hagyományosan a Touron csak meghívással indulhatnak a csapatok, ami garantálja, hogy csak a világ legjobb csapatai vesznek részt. A rendezőség szerint a Tourhoz nem méltó csapatok vagy versenyzők nem kapnak meghívást (pl. 2006-ban a doppingbotrányban érintett Jan Ullrich és Ivan Basso, 2008-ban pedig a teljes Astana csapat, hiába versenyzett náluk a címvédő Alberto Contador).   Mindegyik csapat a nevében viseli főszponzora nevét, az egyes csapatok egységes mezben indulnak. Ettől eltérő megkülönböztetett mezt viselnek az egyes országok nemzeti bajnokai és a világbajnok, valamint a Touron vezető versenyzők. Mivel az országúti verseny és az időfutam külön versenyszám, így az időfutamversenyek nemzeti bajnokai csak az időfutamokon viselhetik bajnoki mezüket. A korábbi bajnokok mezük ujjának szélén és a nyakánál viselnek bajnoki csíkokat.
Két időszakban nem profi, hanem nemzeti csapatok indultak a Touron: 1930-1961-ig és 1967-1968-ban.
Az egyes csapatok a következő versenyzőkből állnak össze: 
- csapatkapitány,
- hegyimenő,
- sprinter,
- időfutammenő,
- segítő ("vízhordó").

A kapitány az a versenyző, akitől a legjobb helyezést várja a csapat az összetett versenyben, ő viseli a csapaton belül az 1-es rajtszámot. A többiek 2-9-ig névsor szerint kapják meg a számokat. A hegyimenő általában vékony, alacsonyabb versenyző, aki elsősorban a hegyeken jeleskedik, jól bírja a gyakran 2000 méternél is magasabb hegyek emelkedőit, viszont a sprintekben és az időfutamon általában lassabb. A sprinterek az atlétákhoz hasonlóan általában erősebb felépítésű versenyzők, akik a sík szakaszok sprintbefutóiban akár 70 km/h sebességgel is képesek száguldani. Izomzatuk nem alkalmas a meredek hegyek megmászására, az ilyen szakaszokon általában lemaradnak és a mezőny végén külön csoportban (gruppetto) érkeznek meg. Az időfutammenő az egyéni indítású időfutamok specialistája. Itt a csapat segítsége nélkül kell megtenni a távot egy speciális időfutam-kerékpáron. A segítők elsősorban a csapatkapitányért vagy a csapat hegyimenőjéért vagy sprinteréért dolgoznak. A mezőnyben próbálják megvédeni a bukásoktól, a hegyen ők mennek elöl, a sprintekben pedig az ő feladatuk felvezetni a hajrát. Azért is nevezik őket vízhordóknak, mert általában ők maradnak hátra a kísérő kocsikhoz, ahonnan ők hozzák föl a csapattársaknak a kulacsokat. A különböző szakaszokon felcserélődhetnek a szerepek, például egy hegyi szakaszon lehet a sprinterből is segítő. Vannak természetesen univerzális versenyzők is, akik nem csak egy területen erősek. Erre a legjobb példa a sport legendás alakja, Eddy Merckx, aki az 1969-es Touron a sárga trikó mellett megszerezte a pöttyös és a zöld trikót is. Általában az univerzális versenyzők a csapatok kapitányai.
A csapatok összetételén a verseny folyamán változtatni már nem lehet, cserére nincs lehetőség.
A teljes Tour-karaván a rendezőkkel, segítőkkel és versenyzőkkel együtt közel 4500 főt számlál. Ide a versenyzőkön kívül több száz fős kísérőcsoport is tartozik: versenyigazgató, rendezőség, orvosi kocsi, csendőrség, a csapatok kísérő kocsijai, médiajárművek (kamerás motorok, helikopterek, újságírókat szállító kocsik) és a szponzorok járművei, amelyekből az útvonal mentén órákkal a verseny előtt szétosztják a szponzorok ajándékait (zászlók, táblák, lufik, sapkák, pólók stb.).
A karavánban legelöl a csendőrség felvezető kocsija halad, őket a sajtó és a meghívott vendégek kocsija követi. Ezek után az úgynevezett neutrálautó mögött a mezőny halad, őket követi a versenyigazgató és a verseny orvosának autója. Utána jönnek a csapatok kísérő kocsijai, a meghívott vendégeket szállító járművek, neutrálautók, majd a sor végén a mentő és az úgynevezett seprűs kocsi. A mezőnyt motorosok egész sora kíséri, felvezető csendőrök, rendezők, versenyfelügyelők, fotósok és tévések, ők könnyebben és gyorsabban tudnak a versenyzők között mozogni mint az autók. A neutrálautók és -motorok feladata, hogy kisegítsék a versenyzőket, ha nincs a közelben a csapatkísérőjük, például defekt esetén kereket, bukás esetén kerékpárt adnak, szintén tőlük kaphatnak a versenyzők frissítőt is. Mivel ők a rendezőséghez tartoznak, minden versenyzőnek egyformán segítenek, semlegesek (=neutrál). A versenyigazgató indítja el a mezőnyt, felügyeli a versenyt a teljes szakasz folyamán, szinte a Tour teljhatalmú ura. Dönthet a verseny félbeszakításáról, a szakasz lerövidítéséről vagy akár teljes törléséről is, ő ad engedélyt arra is, hogy a csapatkísérők a versenyzők mellé mehessenek. Kisebb sérülésekkel a versenyzők a mezőny mögött haladó orvosi kocsi mellé sorolnak, ahol az orvos menet közben ellátja a sebeket, szükség esetén engedélyezett gyógyszereket ad. A csapatkísérők kocsijában a csapatok sportigazgatója és szerelői ülnek, tőlük kaphatnak frissítőt, pótkereket vagy másik kerékpárt a versenyzők. A csapatoknak 4 kísérő kocsijuk van, ebből kettő halad a karavánnal, a másik két kocsiból adják fel a frissítőzónában a versenyzőknek az ételt és italt tartalmazó tarisznyákat. A seprűs kocsi a sor végén haladva veszi fel a versenyt a szakasz közben feladó kerékpárosokat, akik ennél a kocsinál kötelesek leadni a rajtszámukat.

## Dobogósok
| Év   | Győztes             | Második                  | Harmadik                       |
| ---- | ------------------- | ------------------------ | ------------------------------ |
| 1903 | Maurice Garin       | Lucien Pothier           | Fernand Augereau               |
| 1904 | Henri Cornet        | Jean-Baptiste Dortignacq | Aloïs Catteau                  |
| 1905 | Louis Trousselier   | Hippolyte Aucouturier    | Jean-Baptiste Dortignacq       |
| 1906 | René Pottier        | Georges Passerieu        | Louis Trousselier              |
| 1907 | Lucien Petit-Breton | Gustave Garrigou         | Émile Georget                  |
| 1908 | Lucien Petit-Breton | François Faber           | Georges Passerieu              |
| 1909 | François Faber      | Gustave Garrigou         | Jean Alavoine                  |
| 1910 | Octave Lapize       | François Faber           | Gustave Garrigou               |
| 1911 | Gustave Garrigou    | Paul Duboc               | Émile Georget                  |
| 1912 | Odile Defraye       | Eugène Christophe        | Gustave Garrigou               |
| 1913 | Philippe Thys       | Gustave Garrigou         | Marcel Buysse                  |
| 1914 | Philippe Thys       | Henri Pélissier          | Jean Alavoine                  |
| 1919 | Firmin Lambot       | Jean Alavoine            | Eugène Christophe              |
| 1920 | Philippe Thys       | Hector Heusghem          | Firmin Lambot                  |
| 1921 | Léon Scieur         | Hector Heusghem          | Honoré Barthélémy              |
| 1922 | Firmin Lambot       | Jean Alavoine            | Félix Sellier                  |
| 1923 | Henri Pélissier     | Ottavio Bottecchia       | Romain Bellenger               |
| 1924 | Ottavio Bottecchia  | Nicolas Frantz           | Lucien Buysse                  |
| 1925 | Ottavio Bottecchia  | Lucien Buysse            | Bartolomeo Aimo                |
| 1926 | Lucien Buysse       | Nicolas Frantz           | Bartolomeo Aimo                |
| 1927 | Nicolas Frantz      | Maurice De Waele         | Julien Vervaecke               |
| 1928 | Nicolas Frantz      | André Leducq             | Maurice De Waele               |
| 1929 | Maurice De Waele    | Giuseppe Pancera         | Jef Demuysere                  |
| 1930 | André Leducq        | Learco Guerra            | Antonin Magne                  |
| 1931 | Antonin Magne       | Jef Demuysere            | Antonio Pesenti                |
| 1932 | André Leducq        | Kurt Stöpel              | Francesco Camusso              |
| 1933 | Georges Speicher    | Learco Guerra            | Giuseppe Martano               |
| 1934 | Antonin Magne       | Giuseppe Martano         | Roger Lapébie                  |
| 1935 | Romain Maes         | Ambrogio Morelli         | Félicien Vervaecke             |
| 1936 | Sylvère Maes        | Antonin Magne            | Félicien Vervaecke             |
| 1937 | Roger Lapébie       | Mario Vicini             | Leo Amberg                     |
| 1938 | Gino Bartali        | Félicien Vervaecke       | Victor Cosson                  |
| 1939 | Sylvère Maes        | René Vietto              | Lucien Vlaemynck               |
| 1947 | Jean Robic          | Édouard Fachleitner      | Pierre Brambilla               |
| 1948 | Gino Bartali        | Albéric Schotte          | Guy Lapébie                    |
| 1949 | Fausto Coppi        | Gino Bartali             | Jacques Marinelli              |
| 1950 | Ferdinand Kübler    | Stan Ockers              | Louison Bobet                  |
| 1951 | Hugo Koblet         | Raphaël Géminiani        | Lucien Lazaridès               |
| 1952 | Fausto Coppi        | Stan Ockers              | Bernardo Ruiz                  |
| 1953 | Louison Bobet       | Jean Malléjac            | Giancarlo Astrua               |
| 1954 | Louison Bobet       | Ferdinand Kübler         | Fritz Schär                    |
| 1955 | Louison Bobet       | Jean Brankart            | Charly Gaul                    |
| 1956 | Roger Walkowiak     | Gilbert Bauvin           | Jan Adriaensens                |
| 1957 | Jacques Anquetil    | Marcel Janssens          | Adolf Christian                |
| 1958 | Charly Gaul         | Vito Favero              | Raphaël Géminiani              |
| 1959 | Federico Bahamontes | Henry Anglade            | Jacques Anquetil               |
| 1960 | Gastone Nencini     | Graziano Battistini      | Jan Adriaensens                |
| 1961 | Jacques Anquetil    | Guido Carlesi            | Charly Gaul                    |
| 1962 | Jacques Anquetil    | Jef Planckaert           | Raymond Poulidor               |
| 1963 | Jacques Anquetil    | Federico Bahamontes      | José Pérez-Francés             |
| 1964 | Jacques Anquetil    | Raymond Poulidor         | Federico Bahamontes            |
| 1965 | Felice Gimondi      | Raymond Poulidor         | Gianni Motta                   |
| 1966 | Lucien Aimar        | Jan Janssen              | Raymond Poulidor               |
| 1967 | Roger Pingeon       | Julio Jiménez            | Franco Balmamion               |
| 1968 | Jan Janssen         | Herman Vanspringel       | Ferdinand Bracke               |
| 1969 | Eddy Merckx         | Roger Pingeon            | Raymond Poulidor               |
| 1970 | Eddy Merckx         | Joop Zoetemelk           | Gösta Pettersson               |
| 1971 | Eddy Merckx         | Joop Zoetemelk           | Lucien Van Impe                |
| 1972 | Eddy Merckx         | Felice Gimondi           | Raymond Poulidor               |
| 1973 | Luis Ocaña          | Bernard Thévenet         | José Manuel Fuente             |
| 1974 | Eddy Merckx         | Raymond Poulidor         | Vicente López Carril           |
| 1975 | Bernard Thévenet    | Eddy Merckx              | Lucien Van Impe                |
| 1976 | Lucien Van Impe     | Joop Zoetemelk           | Raymond Poulidor               |
| 1977 | Bernard Thévenet    | Hennie Kuiper            | Lucien Van Impe                |
| 1978 | Bernard Hinault     | Joop Zoetemelk           | Joaquim Agostinho              |
| 1979 | Bernard Hinault     | Joop Zoetemelk           | Joaquim Agostinho              |
| 1980 | Joop Zoetemelk      | Hennie Kuiper            | Raymond Martin                 |
| 1981 | Bernard Hinault     | Lucien Van Impe          | Robert Alban                   |
| 1982 | Bernard Hinault     | Joop Zoetemelk           | Johan van der Velde            |
| 1983 | Laurent Fignon      | Ángel Arroyo             | Peter Winnen                   |
| 1984 | Laurent Fignon      | Bernard Hinault          | Greg LeMond                    |
| 1985 | Bernard Hinault     | Greg LeMond              | Stephen Roche                  |
| 1986 | Greg LeMond         | Bernard Hinault          | Urs Zimmermann                 |
| 1987 | Stephen Roche       | Pedro Delgado            | Jean-François Bernard          |
| 1988 | Pedro Delgado       | Steven Rooks             | Fabio Parra                    |
| 1989 | Greg LeMond         | Laurent Fignon           | Pedro Delgado                  |
| 1990 | Greg LeMond         | Claudio Chiappucci       | Erik Breukink                  |
| 1991 | Miguel Indurain     | Gianni Bugno             | Claudio Chiappucci             |
| 1992 | Miguel Indurain     | Claudio Chiappucci       | Gianni Bugno                   |
| 1993 | Miguel Indurain     | Tony Rominger            | Zenon Jaskuła                  |
| 1994 | Miguel Indurain     | Piotr Ugrumov            | Marco Pantani                  |
| 1995 | Miguel Indurain     | Alex Zülle               | Bjarne Riis                    |
| 1996 | Bjarne Riis         | Jan Ullrich              | Richard Virenque               |
| 1997 | Jan Ullrich         | Richard Virenque         | Marco Pantani                  |
| 1998 | Marco Pantani       | Jan Ullrich              | Bobby Julich                   |
| 1999 | nem feltüntetett    | Alex Zülle               | Fernando Escartín              |
| 2000 | nem feltüntetett    | Jan Ullrich              | Joseba Beloki                  |
| 2001 | nem feltüntetett    | Jan Ullrich              | Joseba Beloki                  |
| 2002 | nem feltüntetett    | Joseba Beloki            | Raimondas Rumšas               |
| 2003 | nem feltüntetett    | Jan Ullrich              | Alekszandr Vinokurov           |
| 2004 | nem feltüntetett    | Andreas Klöden           | Ivan Basso                     |
| 2005 | nem feltüntetett    | Ivan Basso               | nem feltüntetett               |
| 2006 | Óscar Pereiro       | Andreas Klöden           | Carlos Sastre                  |
| 2007 | Alberto Contador    | Cadel Evans              | nem feltüntetett               |
| 2008 | Carlos Sastre       | Cadel Evans              | Gyenyisz Nyikolajevics Menysov |
| 2009 | Alberto Contador    | Andy Schleck             | Bradley Wiggins                |
| 2010 | Andy Schleck        | Samuel Sánchez           | Jurgen Van Den Broeck          |
| 2011 | Cadel Evans         | Andy Schleck             | Fränk Schleck                  |
| 2012 | Bradley Wiggins     | Chris Froome             | Vincenzo Nibali                |
| 2013 | Chris Froome        | Nairo Quintana           | Joaquim Rodríguez              |
| 2014 | Vincenzo Nibali     | Jean-Christophe Péraud   | Thibaut Pinot                  |
| 2015 | Chris Froome        | Nairo Quintana           | Alejandro Valverde             |
| 2016 | Chris Froome        | Romain Bardet            | Nairo Quintana                 |
| 2017 | Chris Froome        | Rigoberto Urán           | Romain Bardet                  |
| 2018 | Geraint Thomas      | Tom Dumoulin             | Chris Froome                   |
| 2019 | Egan Bernal         | Geraint Thomas           | Steven Kruijswijk              |
| 2020 | Tadej Pogačar       | Primož Roglič            | Richie Porte                   |
| 2021 | Tadej Pogačar       | Jonas Vingegaard         | Richard Carapaz                |
| 2022 | Jonas Vingegaard    | Tadej Pogačar            | Geraint Thomas                 |
| 2023 | Jonas Vingegaard    | Tadej Pogačar            | Adam Yates                     |
| 2024 | Tadej Pogačar       | Jonas Vingegaard         | Remco Evenepoel                |
| 2025 | Tadej Pogačar       | Jonas Vingegaard         | Florian Lipowitz               |
| 2026 |                     |                          |                                |
| 2027 |                     |                          |                                |
| 2028 |                     |                          |                                |

## Szakaszok
A szakaszok elején a virtuális vagy tiszteletbeli rajt általában a település központjában van, ahol rengeteg néző között lassan kanyarog a mezőny. A valódi rajt már mindig nyílt útszakaszokon van, innen indul az igazi verseny. Az útvonal összeállításánál a rendezők próbálnak arra is figyelni, hogy az egyes szakaszok közötti transzferek ne legyenek túl hosszúak, mert az a megerőltető szakaszok után feleslegesen fárasztaná a versenyzőket. Minden településnek óriási megtiszteltetés, ha rákerülhet a Tour térképére. Természetesen vannak tradicionális rajt- és célhelyek is, ahol a Tour nagyon gyakran megfordul, például Pau,  ami 2008-ban már 61. alkalommal volt a verseny házigazdája. Emellett a Tour minden évben ellátogat új helyekre is. A tervezésnél figyelni kell arra is, hogy a 3 hét során maximum 2 szakasz lépheti túl a 225 km-t és a teljes táv nem lehet sokkal több 3500 km-nél.
A Tour a mai formájában 21 szakaszból és két pihenőnapból áll. A szakaszok között lehet prológ, egyéni, csapat, vagy hegyi időfutam, hegyi vagy sík szakasz.
Prológ
A prológ a verseny első, 10 km-nél nem hosszabb szakasza, ami egyben lehet időfutam is.
Időfutam
Az időfutamokon nem egyszerre indul a mezőny, hanem egyéni időfutam esetében egyenként, csapat időfutam esetében pedig csapatonként, 1-2 perces időközökkel.
Hegyi időfutam
A hegyi időfutam abban különbözik a normál időfutamtól, hogy itt valamelyik nagyobb hegyre (pl. Alpe d’Huez) kell feljutni.
Normál szakaszok
A normál szakaszokon általában nincsenek nagyobb hegyek, legfeljebb 4. kategóriás emelkedők, a közepesen nehéz szakaszokon lehetnek 2. kategóriás hegyek is, a hegyi szakaszokon általában 3-4 kiemelt, 1. vagy 2. kategóriás hegyet kell a kerékpárosoknak megmászniuk. Régen voltak rövid, úgynevezett félszakaszok is.
Királyetap
A királyetap a körversenyek legnehezebb hegyi szakasza, ahol a legtöbb kiemelt, 1. vagy 2. kategóriás hegyen kell a versenyzőknek átkelniük. A királyetapok végén gyakran van hegyi befutó.
Pihenőnapok
A verseny folyamán a 2. és a 3. hét elején a két hétfő a pihenőnap. Ezek a napok általában a legnehezebb hegyi szakaszok között vagy közvetlenül utánuk szoktak lenni, esetleg a hosszabb transzfereket időzítik erre az időpontra. A versenyzők, ha nem kell utazniuk, csak rövid edzést tartanak, részt vesznek a sajtótájékoztatókon és a fennmaradó időben valóban pihennek.
Tour d'Honneur, az utolsó szakasz
A Tour legutolsó szakasza a tour d’honneur, ami már nem más, mint egy tiszteletkör a győzteseknek. Ezen a szakaszon már nincs versenyzés a párizsi befutót kivéve, ami minden sprinter álma. A szakasz elején köszöntik a trikóviselőket, pezsgőznek, majd nagyon kedélyes tempóban haladnak Párizs felé, ahol 9 kört megtéve a Champs Elysées-n ér véget a Tour.

## Híres hegyek
Már a kezdetektől szerepeltek hegyek a Tour útvonalában, viszont a versenyzők akkoriban még murvás hegyi utakon tekertek váltó nélküli kerékpárokon, ami nem volt veszélytelen vállalkozás sem fölfelé, sem pedig lefelé. Az első meghódított hegy a Ballon d’Alsace (Vogézek, 1171 m) volt 1905-ben, 1910-ben már a Pireneusok csúcsait is megmászták (Col de Peyresourde, Col d’Aspin, Col du Tourmalet, Col d'Aubisque), igaz, a Tourmalet-ra egyedül a francia Gustave Garrigou jutott fel úgy, hogy nem kellett leszállnia a kerékpárjáról. Ebben az évben debütált a seprűs kocsi is, ami a versenyt föladó lemaradt kerékpárosokat gyűjtötte be. Egy évvel később, 1911-ben már az Alpokat is meghódították (Col du Télégraphe, Col du Galibier, Col d'Allos). Az évek folyamán egyre újabb, egyre magasabb hegyek kerültek a Tour útvonalába, a négy leghíresebb a Col du Tourmalet (Pireneusok, 2114 m), a Col du Galibier (Alpok, 2645 m), a Mont Ventoux (a „kopasz hegy”, Provence, 1909 m) és a L’Alpe d’Huez (Alpok, 1850 m).
Számos legenda és dráma fűződik a hegyekhez, amelyek közül talán az Alpe d’Huez-i befutó a hegyimenők legbecsesebb trófeája. A híres-hírhedt 21 hajtűkanyarban táblák őrzik minden egyes győztes nevét, köztük a gyorsasági rekordot 37 perc 35 másodperccel tartó Marco Pantaniét is.

### Kiemelt kategóriás emelkedők
Az ún. hors catégorie a legnehezebb kategória az öt nehézségi kategória közül (lásd még: Kategóriák):
- Plateau de Beille
- L’Alpe d’Huez
- Col de Joux-Plane
- Col du Galibier
- Col de l’Iseran‡
- Col de la Bonette‡
- Col de la Croix-de-Fer
- Col d’Izoard
- Col du Tourmalet
- Col de Soudet
- Port de Pailhères
- Col d’Aubisque
- Mont Ventoux
- Luz Ardiden
- Hautacam
- Col Agnel

‡: Nem minden esetben volt kiemelt kategóriás emelkedő.

## Értékelés, pontok, jóváírások
Az egyes szakaszokon és az összetettben is értékelik a versenyzőket és a csapatokat. Lehet pontokat szerezni. Vannak sík, normál, hegyi szakaszok és időfutamok, az elért helyezésekért kapható pontok a szakasz besorolása alapján változnak. Szakaszonként egy sprinthajrát is kijelölnek (kivéve időfutamokon).
A sprinthajrákban szerezhető pontok:
20, 17, 15, 13, 11, 10, 9, 8, 7, 6, 5, 4, 3, 2, 1
A befutóban szerezhető pontok:
- Sík szakasz: 45, 35, 30, 26, 22, 20, 18, 16, 14, 12, 10, 8, 6, 4, 2
- Normál szakasz: 30, 25, 22, 19, 17, 15, 13, 11, 9, 7, 6, 5, 4, 3, 2
- Hegyi szakasz: 20, 17, 15, 13, 11, 10, 9, 8, 7, 6, 5, 4, 3, 2, 1
- Időfutam: 20, 17, 15, 13, 11, 10, 9, 8, 7, 6, 5, 4, 3, 2, 1

A verseny során elkövetett kisebb szabálytalanságokért pont- és időbüntetést, valamint pénzbírságot is kaphatnak a versenyzők, amelyekről a versenyigazgatóság határoz.

### Kategóriák
A hegyeket az emelkedő hossza és meredeksége szerint 5 kategóriába sorolják a 4. kategóriától a HC (hors catégorie) kiemelt kategóriáig. Hegyi szakaszokon hegyi befutó esetén (HC, 1. vagy 2. kategória) megduplázzák a szerezhető pontokat.
Szerezhető pontok:
- HC (kiemelt kategória): 25, 20, 16, 14, 12, 10, 8, 6, 4, 2
- 1. kategória: 10, 8, 6, 4, 2, 1
- 2. kategória: 5, 3, 2, 1
- 3. kategória: 2, 1
- 4. kategória: 1

## Trikók
- Sárga trikó (maillot jaune)

Az összetettben vezető versenyző viseli, 1919-ben vezették be, színét a támogató autós magazinról kapta.
- Zöld trikó (maillot vert)

A pontversenyben vezető versenyző viseli, 1953-ban vezették be. Pontokat a szakaszok közben a sprinthajrákban és a szakaszok befutóiban lehet gyűjteni. Pontazonosság esetén az összetettben elért helyezés dönt.
- Pöttyös trikó (maillot à pois rouges)

A hegyi összetettben vezető versenyző viseli, 1975-ben vezették be. A trikó a Poulain Chocolat nevű csokoládégyár színeit viseli (fehér alapon piros pöttyök), akik 1933-ban szponzorálták a hegyek királyát. A hegyi hajrákban megszerzett pontok alapján állapítják meg a sorrendet, azonos pontszám esetén az összetettben elért helyezés dönt.
- Fehér trikó (maillot blanc)

A legjobb 25 év alatti versenyző viseli, eredetileg már 1975-ben bevezették, de 1989 és 1999 között a trikót nem osztották ki, ettől függetlenül az eredményeket rögzítették. 1997 óta hivatalosan Souvenir Fabio Casartelli a díj neve, az 1995-ben életét vesztett versenyző emlékére.
- Piros rajtszám (prix de combativité)

A legaktívabb versenyző viseli, minden szakasz végén egy nyolctagú szakmai zsűri dönt róla. A rajtszámot minden nap a rajt előtt adják át a versenyzőnek. A Tour végén kihirdetik az egész körverseny legaktívabb versenyzőjét is, aki a trikóviselőkhöz hasonlóan díjat kap.
- Sárga rajtszám (classement d'équipes)

A csapatversenyben élen álló csapat tagjai sárga alapon fekete rajtszámot viselnek. A csapatversenyben mindig a csapat első három versenyzőjének idejét veszik alapul, így alakul ki az eredmény. A csapateredményeket 1930 óta tartják nyilván, régebben sárga sapkával különböztették meg az élen állókat, ám a bukósisak kötelező viselésével áttértek a mostani jelölésre.

## Szabályok

### Időmérés, limitidő
A Tourt a teljes távot legrövidebb idő alatt teljesítő versenyző nyeri. Az egyes szakaszokon az időt a hivatalos rajttól a célig számítják, de a szakaszok lerövidítéséről, törléséről, esetleg az eredmények utólagos törléséről is határozhat a versenyigazgató. Szakaszt törölhetnek például a kedvezőtlen időjárás miatt. Teljes szakasz eredményét törölték például 1995-ben, a Fabio Casartelli halálát követő napon, amikor a gyászoló mezőny nem versenyzett, hanem a célban az elhunyt versenyző csapatát előreengedve egyszerre haladt át a célvonalon.
A célban minden olyan versenyző azonos időt kap, aki az előtte haladókkal egy sorban érkezik be. A később beérő sorok természetesen megkapják a hátrányt, de ugyanúgy egy idővel érnek be. Ettől eltérőek az egyéni időfutamok, ahol századmásodpercre pontos időmérés történik. Minden szakaszon megállapítják a limitidőt, aki ezen kívül ér célba, azt kizárják a versenyből. A hőskorban még nem voltak limitidők, így fordulhatott elő, hogy az összetettben az utolsó helyen álló versenyzőnek már több nap hátránya volt. A limitidő a szakaszok jellegétől és az átlagsebességtől függ. Minél nehezebb a szakasz és minél nagyobb a tempó, a limitidő a győztes idejéhez viszonyított százalékos aránya is annál nagyobb. Például egy sík szakaszon 40 km/h átlaggal számolva ez az érték 107%, míg egy közepes hegyi szakaszon már 111%. Rendkívüli események esetén a versenyigazgató ezt a szabályt is felülbírálhatja, módosíthatja a limitidőt vagy engedélyezheti a kieső versenyzők további indulását. Mivel a szakaszok hajrájában nagy a tülekedés és sok a bukás, a befutó előtti 3 km-en belüli bukások esetén a lemaradó versenyző ugyanazt az időt kapja meg a célbaérés után, amit a csoportja, ahol a bukás előtt haladt. Így nem érheti hátrány a vétlenül bukásba keveredő versenyzőket.

### Szabálytalanságok, büntetések
A Tour szabálykönyve pontosan részletezi a verseny közben elkövetett szabálytalanságokat, amelyekért enyhébb esetben figyelmeztetés, ezek figyelmen kívül hagyása esetén pedig büntetés jár, legsúlyosabb esetben pedig kizárás. A büntetés sújthatja csak a versenyzőt vagy az egész csapatot, lehet pontlevonás vagy idő- és pénzbüntetés.
Kizárással büntetik, ha egy versenyző nem jelenik meg időben a rajtnál, akadályozza a célbaérés után a doppingellenőrzés elvégzését vagy a szakaszon szabálytalan felszereléssel (pl. bukósisak vagy rajtszám nélkül) indul. A leggyakoribb okok, amiért a versenyellenőrök büntetnek, ha a versenyző a kísérőkocsik vagy felvezető motorok szélárnyékában hajt és így jut kedvezőbb pozícióba. Ugyanilyen szabálytalanságnak számít, ha a csapatkocsiba kapaszkodva halad, esetleg túl sokáig tart a kulacsok átvétele és így húzza az autó a versenyzőt. Ezeken kívül büntetik a sportszerűtlen viselkedést, például ha a mezőnyhajrában valakit meglöknek vagy kiszorítanak. A versenyfelügyelők egyetlen szabálytalanság fölött szoktak szemet hunyni, amikor egy bukás után a kerékpárosok a kocsisoron érik utol a mezőnyt. Ilyenkor minden csapat minden versenyzőnek segít, gyakran még maga a versenyigazgató is.
A legszigorúbban a doppingvétségeket büntetik, mivel az elmúlt évek botrányai nagyon megtépázták a Tour hírnevét.

### Frissítőállomások
A rendezők minden 150 km-nél hosszabb szakaszon kijelölnek egy zónát, ahol a versenyzők frissítőt vehetnek fel. Ilyenkor a csapatkísérők az út szélén állva kis tarisznyákban ételt és kulacsokat adnak a kerékpárosoknak. A verseny folyamán hivatalosan csak ezen az egy helyen lehet szilárd táplálékot felvenni, az első 30 és az utolsó 20 km-en, emelkedőkön és lejtőkön az autókból sem szabad frissíteni. A nézők gyakran kínálják a versenyzőket vízzel, amit elvehetnek, de nem fogyaszthatnak el, hiszen a vízen kívül bármi más, például tiltott szerek is lehetnek benne. Az így feladott vizes palackokból a vizet magukra locsolva frissítik magukat a versenyzők.
Ha a csapatkísérők autója nem tud a versenyző közelébe menni, akkor frissítőt a neutrálautókból vagy -motorokról lehet kérni.

### Segítségnyújtás
Ha a kerékpáros orvosi segítségre szorul, a versenyigazgató tudtával hátramaradhat a Tour orvosának kocsijához, ahol megvizsgálják és ellátják a sérüléseit, enyhítik panaszait. Az orvosi ellátás alatt a versenyző természetesen a kocsiba kapaszkodva haladhat. Hasonló szabályok érvényesek a műszaki jellegű problémák esetén is. A versenyigazgató engedélyével a kerékpáros a csapatkocsiba kapaszkodva várhatja meg, amíg a szerelők megpróbálják elvégezni a beállításokat vagy megjavítani a kisebb hibákat. A versenyfelügyelők nagyon szigorúan figyelnek ezekben az esetekben a szabályok betartására.

## Felszerelés

### Kerékpárok
Minden szakaszon szabványos országúti kerékpárokkal versenyeznek a versenyzők, ezek alól kivételek a hegyi-időfutamok, időfutamok. A hegyi-időfutamok során a kerékpárokra egy úgynevezett könyöklőt raknak fel a hagyományos országúti kormányra. Az időfutamokon a versenyzők kerékpárt cserélhetnek, ezek a kerékpárok sokkal áramvonalasabbak a megszokottnál, különböznek a kerekek (aero kerekek), a kormányok, illetve a nyeregbeállítások is. Minden szakasz során a versenyző számtalanszor kerékpárt cserélhet, ez nincs megszabva.

## Stratégia

### Az összetett helyezésekért
A Tour az egyéni győzelem ellenére is csapatverseny, amelyben döntő lehet a kidolgozott taktika. Hiába erős egy versenyző, a csapata segítsége nélkül nem nyerhet az összetettben. A Tour győztesei leggyakrabban a hegyeket is jól bíró univerzális versenyzők vagy a kifejezetten hegyimenők közül kerültek ki. A nehéz hegyi szakaszokon lehet olyan előnyt szerezni, amit a riválisok a sík szakaszokon már nem tudnak behozni. A sárga trikóért folyó versenyben ezért kulcsfontosságú, hány segítője marad valakinek a hegyeken, mert mögöttük haladva erőt spórolhat, illetve az esetleges támadásokat is visszaverhetik. Akinek nem marad segítője, az teljesen magára van utalva, az ellenfelek csapatai nagyon könnyen kifáraszthatják és leszakíthatják. A megszerzett előnyt a sík szakaszokon már könnyebb megtartani, hiszen a kerékpárversenyeken a beérkezésnél nem kap minden versenyző külön időt, csak azok, akiknél megszakad a sor. Így előfordulhat, hogy a teljes mezőny egy sorban halad át a célvonalon, az utolsók esetleg percekkel az elsők után, mégis azonos időt kapnak.
Az összetett győzelemért folyó küzdelemben nagyon fontos az egyéni időfutam, mert ott mindenki külön időt kap, ráadásul a csapat segítsége nélkül mennek a versenyzők. Míg a mezőnyben haladva az összetettben élen állónak elég, ha csak "teszi a kereket" a vetélytársak mögött, addig az időfutamon komoly különbségeket lehet összeszedni. Nehezítheti az időfutamot, ha a szakaszt emelkedők és kanyarok tarkítják, ilyenkor nem lehet egyenletes tempót menni, folyton fékezni és újra gyorsítani kell, ami rengeteg energiát emészt fel.
A sárga trikós csapatának a feladata, hogy a megszerzett trikót a következő szakaszon vagy szakaszokon védje. Ez azt jelenti, hogy figyelniük kell a szökéseket és a támadásokat, nehogy valaki akkora előnyre tehessen szert, amivel átveheti a vezetést. Azokon a versenyeken, ahol akár a részhajrákban, akár a szakaszok végén időjóváírások is vannak, szintén figyelnie kell a csapatnak, mert így egy nagyobb előnyt is be lehet hozni apránként csökkentve a különbségeket. Így tehát rendszerint a sárga trikós csapata halad a mezőny élén, elöl a segítők, mögöttük a szélárnyékban pihenve a csapatkapitány, ami azért is hasznos, mert így kimarad a mezőnyben elég gyakori bukásokból.

### Szökések
A mezőnyből kiszakadó és pár perces előnyt összegyűjtő versenyzők a szökevények. Ha nem éri utol őket a mezőny, akkor "hazaérnek", tehát csökkentik a hátrányukat az összetettben. A jó szökésben olyan versenyzők vannak, akik a trikóviselők pozícióját nem veszélyeztetik, ezért egyik csapatnak sem érdeke utolérni őket. Vannak magányos szökések, ezek nagyon fárasztó akciók, de a kamerák hosszasan mutatják a versenyzőt, ami a szponzor szempontjából is hasznos. A kisebb szökevénycsoportok általában váltott vezetéssel haladnak, amivel egyenletesen nagy sebességet tudnak tartani és megnövelik az esélyüket a hazaérésre. Természetesen a mezőny mindig gyorsabb a szökevényeknél, tehát ha nem érdekük a szökést elengedni, akkor az senkinek sem sikerülhet. A hosszú sikeres szökések általában a Tour harmadik hetére jellemzőek, amikor a hegyeken már eldőlt a trikók sorsa és a mezőny is fáradt a szökevények üldözéséhez. Ilyenkor az összetettben 1-2 órás hátránnyal álló versenyzők a mezőny előtt gyakran 10-12 perc különbséggel is célba érhetnek, nagy dicsőséget szerezve akár azoknak a kisebb csapatoknak is, amelyeknek egy időfutamon vagy egy hegyi szakaszon semmi esélyük sem lenne.
A szökevények üldözése mindig annak a csapatnak az érdeke, amelyik pozícióját veszélyeztetik. Ha például hegyen mennek el, akkor a pöttyös trikós csapata fog küzdeni a pontokért, sík szakaszokon a sprinterek csapatai dolgoznak azon, hogy mezőnyhajrával érjen véget a szakasz. Ha a csapatok egymásra várnak, ahelyett, hogy összefognának, a szökevények meglephetik őket. Erre volt példa a 2006-os Tour, amikor a 13. szakaszon a sárga trikós Floyd Landis és csapata alábecsülte Óscar Pereiro Siot, aki élt a lehetőséggel és behozta félórás lemaradását. Az akció megérte a sok munkát, Pereiro Sio végül a második helyen végzett, ám Landis kizárásával utólag övé lett a sárga trikó.

### Pontok
A hegyi és a sprintversenyben nem időket, hanem pontokat vesznek alapul, amelyeket a részhajrákban és a szakaszok végén lehet megszerezni. A pöttyös trikó megszerzéséhez néha elég egyetlen hosszú szökés a királyetapon, ahol annyi pontot lehet gyűjteni, amennyit a kisebb emelkedőkön már nem lehet behozni. Ha valaki nem ennyire erős, úgy is megnyerheti a trikót, ha egyetlen hegyen sem végez az élen, de mindenhol gyűjt pontokat és az előnyét apránként építi ki. A zöld trikó ettől annyiban különbözik, hogy ott a célban jóval több pontot lehet szerezni mint a részhajrákban, így aki ott nincs elöl, annak nem sok esélye marad. Főleg azok a sprinterek esélyesek, akik kibírják a kisebb hegyeket és a közepesen nehéz szakaszok hajrájában is tudnak pontokat szerezni. A sík szakaszok befutóinál a sprinter helyezése nagyban függ attól, hogy a csapata hogyan tudja felvezetni neki a hajrát, mennyire tudják bezárni az ellenfeleket, szabad utat biztosítva a saját emberüknek.

## Rekordok

### Legtöbb összetett győzelem
| Össz. | Versenyző        | Ország             | Évek                                             |
| ----- | ---------------- | ------------------ | ------------------------------------------------ |
| 5     | Jacques Anquetil | Franciaország      | 1957-ben, majd 1961 és 1964 között zsinórban     |
| 5     | Eddy Merckx      | Belgium            | 1969 és 1972 között zsinórban, valamint 1974-ben |
| 5     | Bernard Hinault  | Franciaország      | 1978, 1979, 1981, 1982, 1985                     |
| 5     | Miguel Indurain  | Spanyolország      | 1991 és 1995 között zsinórban                    |
| 4     | Chris Froome     | Egyesült Királyság | 2013, 2015, 2016, 2017                           |
| 3     | Philippe Thys    | Belgium            | 1913, 1914, 1920                                 |
| 3     | Louison Bobet    | Franciaország      | 1953 és 1955 között zsinórban                    |
| 3     | Greg LeMond      | USA                | 1986, 1989, 1990                                 |

A legtöbbször második helyen végzett versenyzők
- Joop Zoetemelk (6×)
- Jan Ullrich (5×)
- Raymond Poulidor (3×)

### Legtöbb győzelem a pontversenyben
| Össz. | Versenyző                | Ország      | Évek                                                        |
| ----- | ------------------------ | ----------- | ----------------------------------------------------------- |
| 7     | Peter Sagan              | Szlovákia   | 2012 és 2016 között zsinórban, illetve 2018-ban és 2019-ben |
| 6     | Erik Zabel               | Németország | 1996 és 2001 között zsinórban                               |
| 4     | Sean Kelly               | Írország    | 1982, 1983, 1985, 1989                                      |
| 3     | Jan Janssen              | Hollandia   | 1964, 1965, 1967                                            |
| 3     | Eddy Merckx              | Belgium     | 1969, 1971, 1972                                            |
| 3     | Freddy Maertens          | Belgium     | 1976, 1978, 1981                                            |
| 3     | Djamolidine Abdoujaparov | Üzbegisztán | 1991, 1993, 1994                                            |
| 3     | Robbie McEwen            | Ausztrália  | 2002, 2004, 2006                                            |

### Legtöbb győzelem a hegyi pontversenyben
| Össz. | Versenyző           | Ország        | Évek                                                                  |
| ----- | ------------------- | ------------- | --------------------------------------------------------------------- |
| 7     | Richard Virenque    | Franciaország | 1994 és 1997 között zsinórban, illetve 1999-ben, 2003-ban és 2004-ben |
| 6     | Federico Bahamontes | Spanyolország | 1954, 1958, 1959, 1962, 1963, 1964                                    |
| 6     | Lucien Van Impe     | Belgium       | 1971, 1972, 1975, 1977, 1981, 1983                                    |
| 3     | Julio Jimenez       | Spanyolország | 1965 és 1967 között zsinórban                                         |

### Legtöbb győzelem a fiatalok versenyében
| Össz. | Versenyző     | Ország      | Évek                          |
| ----- | ------------- | ----------- | ----------------------------- |
| 3     | Jan Ullrich   | Németország | 1996 és 1998 között zsinórban |
| 3     | Andy Schleck  | Luxemburg   | 2008 és 2010 között zsinórban |
| 3     | Tadej Pogačar | Szlovénia   | 2020, 2021, 2022              |

### Legtöbb szakaszgyőzelem
| Össz. | Versenyző         | Ország             |
| ----- | ----------------- | ------------------ |
| 35    | Mark Cavendish    | Egyesült Királyság |
| 34    | Eddy Merckx       | Belgium            |
| 28    | Bernard Hinault   | Franciaország      |
| 25    | André Leducq      | Franciaország      |
| 22    | André Darrigade   | Franciaország      |
| 20    | Nicolas Frantz    | Luxemburg          |
| 19    | François Faber    | Luxemburg          |
| 17    | Jean Alavoine     | Franciaország      |
| 16    | Jacques Anquetil  | Franciaország      |
| 16    | René Le Grevès    | Franciaország      |
| 16    | Charles Pélissier | Franciaország      |

a félszakaszokat is beleértve

### Legtöbb részvétel
| Össz. | Versenyző                                                                                             | Ország        |
| ----- | --- | ------------- |
| 18    | Sylvain Chavanel (háromszor feladta a versenyt)                                                       | Franciaország |
| 17    | Stuart O’Grady (kétszer feladta a versenyt)                                                           | Ausztrália    |
| 17    | George Hincapie (egyszer feladta, 3 alkalommal utólag megfosztották eredményétől)                     | USA           |
| 17    | Jens Voigt (háromszor feladta a versenyt)                                                             | Németország   |
| 16    | Joop Zoetemelk (1-szeres tourgyőztes, 12-szer végzett összesítésben az első tízben, mindig végigment) | Hollandia     |
| 16    | Haimar Zubeldia (egyszer feladta a versenyt)                                                          | Spanyolország |
| 15    | Lucien van Impe (1-szeres tourgyőztes, mindig végigment)                                              | Belgium       |
| 15    | Guy Nulens (kétszer feladta a versenyt)                                                               | Belgium       |
| 15    | Vjacseszlav Jekimov (mindig végigment)                                                                | Oroszország   |
| 15    | Christophe Moreau (négyszer feladta a versenyt)                                                       | Franciaország |
| 15    | Thomas Voeckler (mindig végigment)                                                                    | Franciaország |

### Legkisebb időkülönbségű összetett győzelem
| Időkülönbség | Év   | Győztes – második                   |
| ------------ | ---- | ----------------------------------- |
| 8"           | 1989 | Greg LeMond – Laurent Fignon        |
| 23"          | 2007 | Alberto Contador – Cadel Evans      |
| 32"          | 2006 | Óscar Pereiro – Andreas Klöden      |
| 38"          | 1968 | Jan Janssen – Herman Van Springel   |
| 40"          | 1987 | Stephen Roche – Pedro Delgado       |
| 48"          | 1977 | Bernard Thévenet – Hennie Kuiper    |
| 54"          | 2017 | Chris Froome – Rigoberto Urán       |
| 55"          | 1964 | Jacques Anquetil – Raymond Poulidor |
| 58"          | 2008 | Carlos Sastre – Cadel Evans         |
| 59"          | 2020 | Tadej Pogačar – Primož Roglič       |

## Magyar versenyző a touron
- Bodrogi László (2002, 2003, 2005)[11]

## Tour-szótár
- arrière de la course – a mezőny vége
- arrière du peloton – a főmezőny vége
- contre-la-montre – időfutam ("az óra ellen")
- coureur – versenyző
- dossard jaune – sárga rajtszám
- dossard rouge – piros rajtszám
- étape – szakasz, etap
- flamme rouge – ("vörös láng"), az utolsó kilométert jelző kis piros zászló
- Grande Boucle – ("nagy hurok"), a Tour másik neve
- Grand départ – a Tour startja
- grimpeur – hegyimenő
- lanterne rouge – ("vörös lámpa"), az utolsó, a mezőnytől lemaradt kerékpáros
- Maillot à pois rouges – pöttyös trikó
- Maillot blanc – fehér trikó
- Maillot jaune – sárga trikó
- Maillot vert – zöld trikó
- peloton – főmezőny
- peloton groupé – a mezőny összezárt (utolérték a szökevényeket)
- poursuivant – üldöző
- Radio-Tour – a Tour hivatalos rádiója, ezen a csatornán kommunikál a versenyigazgatóság a csapatokkal
- sommet – hegyi hajrá
- tête de la course – ("a mezőny feje"), a versenyben élen álló kerékpáros(ok), szökevény(ek)
- vainqueur – győztes